# Дражна-де-Сус
Дражна-де-Сус (рум. Drajna de Sus) — село у повіті Прахова в Румунії. Адміністративний центр комуни Дражна.
Село розташоване на відстані 90 км на північ від Бухареста, 34 км на північ від Плоєшті, 57 км на південний схід від Брашова.

## Населення
За даними перепису населення 2002 року у селі проживала 1181 особа. Усі жителі села рідною мовою назвали румунську.
Національний склад населення села:
| Національність | Кількість осіб | Відсоток |
| -------------- | -------------- | -------- |
| румуни         | 1164           | 98,6%    |
| цигани         | 17             | 1,4%     |